# Hernádi Lajos
Hernádi Lajos (született Heimlich) (Budapest, 1906. március 13. – Budapest, 1986. június 29.) Kossuth-díjas zongoraművész, zenepedagógus.

## Élete, munkássága
Budapesten született Heimlich Móric (1857–1926) szabómester és Toch Gizella gyermekeként. Gyermekkorától tanult zongorázni, majd felsőfokú tanulmányait 1924-ben kezdte a budapesti Zeneakadémián, ahol Bartók Béla osztályában tanult zongorát. 1927–ben Berlinbe utazott, ahol egy tanév erejéig Artur Schnabel tanítványa volt. 1928-tól ismét Budapesten folytatta zongoratanulmányait, immár Dohnányi Ernőnél. Zongoraművészi diplomáját 1929-ben szerezte meg, diplomahangversenyén akkori kortárs műveket, Sztravinszkij Petruska-szvitjét és Bartók Zongoraszonátáját játszotta.
Zongoraművészi karrierje 1929-ben indult, és mind itthon, mind Nyugat-Európában sikeres koncerteket adott. Az 1933-as budapesti nemzetközi Liszt Ferenc Zongoraversenyen a Magyar Rádió díját nyerte el. Az 1930-as évek végétől az egyre fokozódó antiszemitizmus miatt csökkentek szereplési lehetőségei, végül már csak a lakásában adhatott koncerteket. Később munkaszolgálatra is behívták, egy Munkács mellett erdőben szabadult. Maga így nyilatkozott erről egy interjúban: „Visszatértünk az életbe, ismét ember lehettem, művész. Már az első napon zongora mellé ültem: Chopint játszottam a sebesült szovjet katonáknak. Debrecenben már valódi koncerten léptem fel.” Az említett debreceni koncert 1944 novemberében valósult meg. Később a világ számos országában fellépett, Ausztrália kivételével valamennyi kontinensen szerepelt, megszámlálhatatlan hangversenyt adott, rádió- és tv-fellépéseken vett részt. Állandó műsorán tartott több mint száz szóló- és csaknem harminc versenyművet. Zenekari koncertjein a világ legnevesebb karmestereivel lépett fel, például Hermann Abendroth, Dean Dixon, Dohnányi Ernő, Ferencsik János, Otto Klemperer, Solti György és Carlo Zecchi. Mint elismert és sikeres zongoraművészt számos hazai és külföldi nemzetközi zongoraverseny zsűrijébe hívták meg (Budapest, Varsó, Moszkva, Párizs, München, Lipcse, Leeds). Játékával számos hanglemezfelvétel készült, például Bartók Béla,  Ludwig van Beethoven, Frédéric Chopin, Liszt Ferenc, Robert Schumann, Weiner Leó stb. műveiből. Több felvételét később CD-n is kiadták.
1945-ben a Liszt Ferenc Zeneművészeti Főiskola tanára lett, és 1975-ös nyugdíjba vonulásáig a zongora főtárgy professzora volt. A folyamatos koncertezés mellett is nagy hangsúlyt fektetett az oktatásra, a későbbiekben híressé vált tanítványok sora került ki keze alól, például Frankl Péter, Vásáry Tamás, de Cziffra György pályafutását is segítette.
Fontos volt zenetudományi munkássága is. Egyrészt közreműködött a hazai kottakiadásban, illetve ezzel együtt a zeneoktatás megújításában. (Bach, Beethoven, Haydn, Mozart, Czerny és még sok más komponista művét rendezte sajtó alá), másrészt jelentős volt szakirodalmi tevékenysége is. Kiemelkedő fontosságú tanulmánya Az anticipáció – Adalékok a gyakorlás lélektanához, amely zeneakadémiai székfoglaló előadása volt, és a Zenei Szemlében jelent meg 1947-ben. Szelényi Istvánnal közösen szerkesztette az 1948-ban megjelent A mesterek technikája – A technika mesterei című gyűjteményes zongoraalbumot. Jelentősek részletes előadói instrukciókkal ellátott közreadásai is  (Bach 18 kis prelúdiuma, két- és háromszólamú invenciói, Haydn zongoraszonátái). Személyes ujjrendjeit, frazírozásait, megjegyzéseit tartalmazó kottáit a Zeneakadémia könyvtára őrzi.
Élete vége felé már nemigen koncertezett, 1986-ban hunyt el. 2006. március 13-án, születésének századik évfordulóján, két egykori tanítványa, Frankl Péter és Vásáry Tamás emlék-„növendékhangversenyt” adott mesterük tiszteletére.

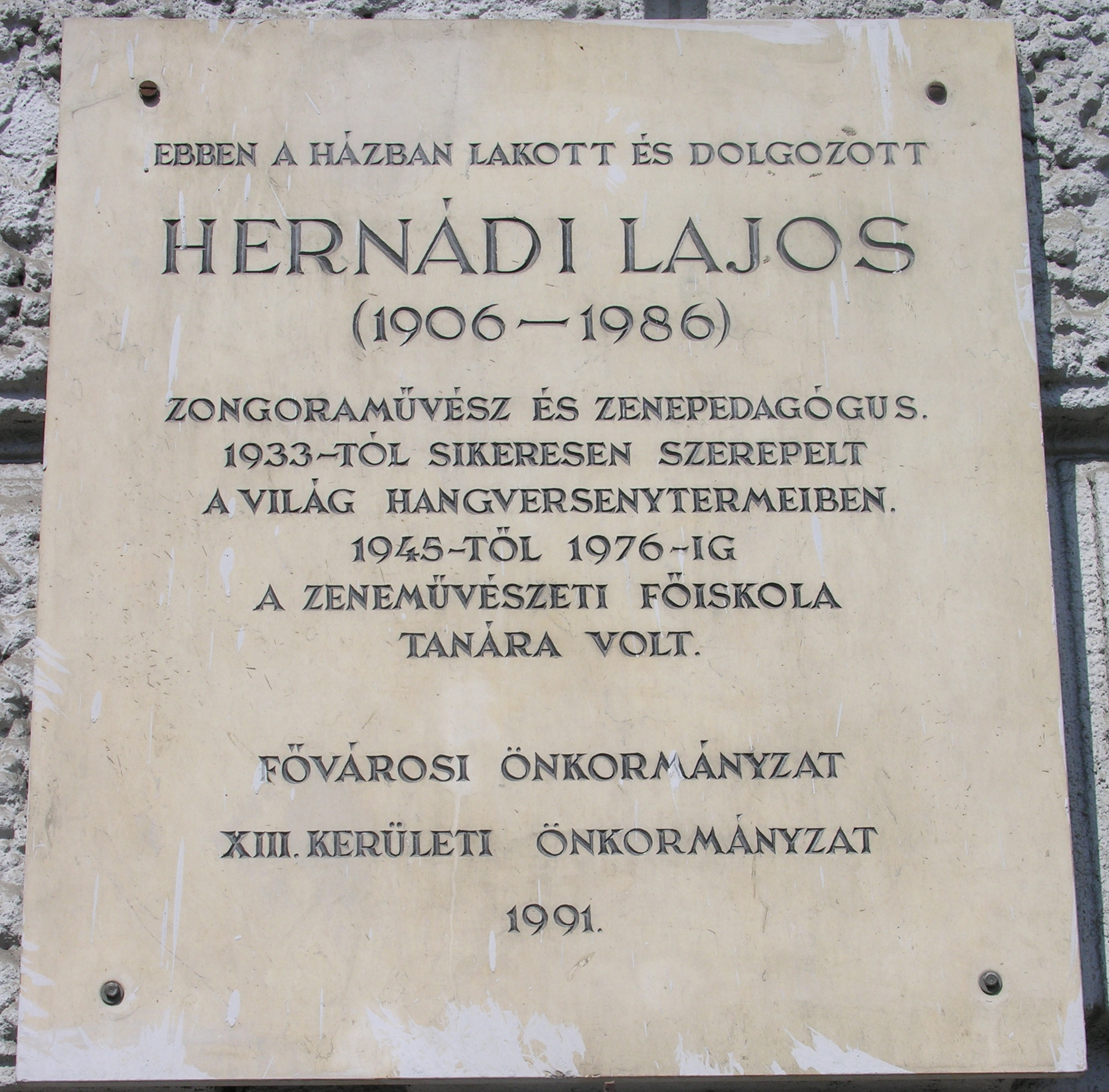
Emléktáblája lakóhelyén

## Elismerései
- Érdemes művész (1953)
- Kossuth-díj (1956)

## Felvételeiből
CD-n kiadott hangfelvételei a Hungaroton kiadásában:
- Ludwig van Beethoven: Sonata in F major, Op. 10 No.2. – Sonate Pathétique in C minor, Op.13.
- Magyar előadóművészek: Hernádi Lajos
- Beethoven: Piano Concerto No.5 „Emperor” – Schumann: Piano Concerto. Antal István, Erdélyi Miklós, Hernádi Lajos, Magyar Állami Hangversenyzenekar, Németh Gyula
- Pianists - Fifty Years of Hungaroton (közreműködő)

## Írásai
- Chopin zongorastílusa zenetörténeti megvilágításban (1942)
- Adalékok a gyakorlás lélektanához (1947)
- Az anticipáció (1947)
- A többszólamú zongorázás problémája (1948)
- Bartók, a zongoraművész, a pedagógus, az ember (1953; franciául a Revue Musicale  Bartók-számában, 1955)